# Cò ke lá lõm
Cò ke lá lõm hay còn gọi bung lai (danh pháp khoa học: Microcos tomentosa) là một loài thực vật có hoa trong họ Cẩm quỳ. Loài này được Sm. mô tả khoa học đầu tiên năm 1813.